# Катидоки (станция)
Станция Катидоки (яп. 勝どき駅 катидоки эки) — железнодорожная станция на линии Оэдо расположенная в специальном районе Тюо, Токио. Станция обозначена номером E-17. На станции установлены автоматические платформенные ворота .

## Планировка станции
Одна платформа островного типа и 2 пути.
| 1 | ○ Линия Оэдо | Рёгоку, Иидабаси |
| 2 | ○ Линия Оэдо | Даймон, Роппонги |

## Близлежащие станции
| «        |  | Линия      |  | »            |
| -------- |  | ---------- |  | ------------ |
| Цукисима |  | Линия Оэдо |  | Цукидзисидзё |